# Clause de défense mutuelle
Ne doit pas être confondu avec Clause de solidarité.
La clause de défense mutuelle ou clause d'assistance mutuelle fait référence, en droit européen, aux conditions d'invocation et aux obligations qui découlent du paragraphe 7 de l'article 42 du traité sur l'Union européenne (TUE). Celui-ci établit que dans le cas où « un État membre [de l'UE] serait l'objet d'une agression armée sur son territoire, les autres États membres lui doivent aide et assistance par tous les moyens en leur pouvoir [...] ».

## Origines
Le principe de défense collective se retrouve dès 1948 et la signature du traité de Bruxelles qui met en place l'Union occidentale (la future Union de l'Europe occidentale (UEO) de 1954 à 2011), une organisation politico-militaire visant à assurer la sécurité mutuelle des États membres contre les menaces intérieures et extérieures ; et notamment, l'influence de l'Union soviétique (URSS) et des mouvements communistes en Europe. Avec la chute de l'URSS et la montée de nouvelles menaces (terrorisme, attaques cybernétiques, risques écologiques, énergétiques, migratoires, etc.) visant l'UE, ses États membres et leur intérêts, le développement de la politique de sécurité et de défense commune (PSDC) s'est accéléré et son cadre institutionnel s'est élargi en même temps que les coopérations civiles et militaires entre les États se développent.

## Conditions d'invocation
L'article 42 du TUE est principalement consacré aux dispositions spécifiques concernant la PSDC, avec pour objectif, à terme, l'instauration d'une « défense commune ». La clause de défense mutuelle est introduite par le paragraphe 7 :

« 7. Au cas où un État membre serait l'objet d'une agression armée sur son territoire, les autres États membres lui doivent aide et assistance par tous les moyens en leur pouvoir, conformément à l'article 51 de la charte des Nations unies. Cela n'affecte pas le caractère spécifique de la politique de sécurité et de défense de certains États membres.
Les engagements et la coopération dans ce domaine demeurent conformes aux engagements souscrits au sein de l'Organisation du traité de l'Atlantique Nord, qui reste, pour les États qui en sont membres, le fondement de leur défense collective et l'instance de sa mise en œuvre. »

Ainsi, l'invocation de cette clause repose sur deux éléments essentiels : la notion d'« agression armée » qui renvoie à une conception de menace militaire classique, dans laquelle l'agresseur est une force armée étatique qui agit sur ordre d'une instance politique identifiable et afin de nuire à un l'un des États membres
. Par extension et compte tenu des menaces recensées dans la Stratégie globale de l'UE, son application a été étendue aux agressions par des entités non étatiques, notamment aux groupes paramilitaires, terroristes et criminels
.
La seconde condition concerne la territorialité ; du fait des spécificités géographiques propres à certains États membres (territoires rattachés à un État membre mais pas forcément inclus dans l'UE, intérêts économiques extraterritoriaux, ZEEs contestées, etc.), la notion de « territoire » permet essentiellement de faire une distinction au niveau géographique sans préciser toutefois la nature intérieure ou extérieure de la menace.
En complément, le paragraphe 7 fait explicitement référence aux États membres de l'UE et également membres de l'OTAN afin de dissocier les engagements pris vis à vis des deux organisations.

## Obligations
L'article ne précisant pas les modalités exactes d'intervention des États, celui-ci n'est donc pas contraignant en ce qui concerne un type d'assistance  en particulier qui devrait être fourni en cas d'activation de la clause mais la « solidarité politique » des États membres doit tout de même se traduire par une obligation de moyen : celle-ci peut être déclinée au travers d'une assistance diplomatique, médicale, sécuritaire, technique, financière, civile, etc. jusqu'à une assistance militaire dans l'exercice du droit de légitime défense reconnu par l'article 51 de la Charte des Nations unies et étendue à la défense collective.

### Cas des États neutres
La formulation du traité apporte une nuance dans le cas spécifiques des États, à la fois membres de l'UE et ayant opté pour une neutralité militaire (à divers degrés, il s'agit de l'Autriche, de Chypre, du Danemark,  de l'Irlande et de Malte), dans la mesure où il est énoncé que cette clause de défense mutuelle « n'affecte pas le caractère spécifique de la politique de sécurité et de défense de certains États-membres » ; leur assistance n'a pas à être spécifiquement de nature militaire mais peut s'articuler autour d'une approche civile (coopération policière, judiciaire, sécurité civile, etc.). Leur coopération est donc requise mais en restant proportionnelle à l'agression subie, elle ne contrevient pas nécessairement à leurs lignes politiques.

### Parallèle avec l'article 5 du traité de l'Atlantique nord
La clause de défense mutuelle n'a été introduite dans les traités fondateurs de l'UE qu'en 2009 (par le traité de Lisbonne) mais  c'est un type de clause présent généralement dans les organisations de défense militaire conjointe et c'est notamment le cas de l'OTAN, dont le traité fondateur stipule dans son article 5 qu'« une attaque armée contre l'une ou plusieurs d'entre elles [parties signataires du traité] survenant en Europe ou en Amérique du Nord sera considérée comme une attaque dirigée contre toutes les parties ». Vingt-et-un des États membres de l'UE sont également membres de l'OTAN et les deux entités partagent un cadre de travail commun, ce qui fait de l'alliance politique et militaire, l'un des éléments essentiels de la défense du continent européen (son extension géographique se retrouve en Amérique du Nord et au Proche-Orient et ses partenariats s'étendent sur les cinq continents). De même que l'UE, l'OTAN prévoit des approches militaires et non militaires dans la lutte contre l'insécurité.

### Activation par la France en 2015
Le 17 novembre 2015, après une vague d'attentats, le ministre français de la défense Jean-Yves Le Drian active la clause afin de demander l'appui des autres membres de l'Union européenne. La clause de solidarité définie dans l'article 222 du TFUE n’est pas activée alors qu'elle est spécialement consacrée à la mise en œuvre de mesures en cas d'attaque terroriste ou de catastrophe naturelle ou d'origine humaine de grande ampleur sur le territoire d'un État membre. Selon les analystes et le Parlement européen, cela permet à la France d'éviter de mobiliser les institutions européennes et de renforcer la coordination et l'échange d'information au niveau européen,, ; dans sa résolution du 21 janvier 2016 le Parlement européen estime « que le recours à la clause d'assistance mutuelle représente une occasion unique de jeter les bases d'une union européenne de la défense solide et durable ».
La conséquence est l'engagement ou le renforcement par plusieurs États membres, dans le cadre la PSDC, de leur présence ou de leur appui dans des opérations antiterroristes au Mali, en Centrafrique, au Sahel, en Irak et en Syrie.

## Sources

## Compléments